# Africa Răsăriteană
     Africa Răsăriteană (după schema ONU)                            
     Comunitatea Est-africană                                                      
     Federația Central Africană                                                     
     Africa Răsăriteană geografică, incluzând Egiptul și Sudanul

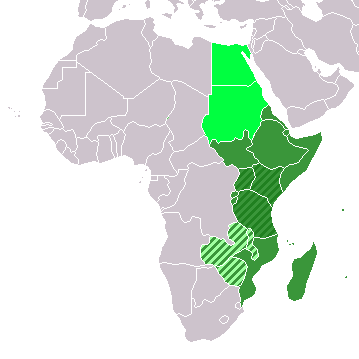
Africa Răsăriteană (după schema ONU)
Comunitatea Est-africană
Federația Central Africană
Africa Răsăriteană geografică, incluzând Egiptul și Sudanul

Africa de Est sau Africa Răsăriteană este regiunea geografică și geopolitică cea mai de est a continentului African. În schema ONU a regiunilor geografice, Africa de Est este constituită din 19 teritorii:
- Kenya, Tanzania, și Uganda – Membrii Comunității Est-africană (EAC)
- Djibouti, Eritreea, Etiopia, și Somalia – numite și Cornul African
- Burundi și Rwanda – membri EAC din 18 iunie 2007, însă considerate uneori părți din Africa Centrală
- Mozambic și Madagascar – considerate uneori părți din Africa Sudică
- Malawi, Zambia, și Zimbabwe
- Comore, Mauritius, și Seychelles – insule mici din Oceanul Indian
- Réunion și Mayotte – teritorii franceze din Oceanul Indian.